# Юніон-Сіті (Індіана)
Юніон-Сіті (англ. Union City) — місто (англ. city) в США, в окрузі Рендолф штату Індіана. Населення — 3454 особи (2020).

## Географія
Юніон-Сіті розташований за координатами 40°11′58″ пн. ш. 84°49′14″ зх. д. / 40.19944° пн. ш. 84.82056° зх. д. (40.199321, -84.820643).  За даними Бюро перепису населення США в 2010 році місто мало площу 5,72 км², з яких 5,70 км² — суходіл та 0,02 км² — водойми.

## Демографія
Згідно з переписом 2010 року, у місті мешкали 3584 особи в 1477 домогосподарствах у складі 922 родин. Густота населення становила 626 осіб/км².  Було 1733 помешкання (303/км²).
Расовий склад населення:
| - 87,6 % — білих - 1,1 % — чорних або афроамериканців - 0,1 % — корінних американців - 0,1 % — азіатів - 9,2 % — осіб інших рас |

До двох чи більше рас належало 1,9 %. Частка іспаномовних становила 12,8 % від усіх жителів.
За віковим діапазоном населення розподілялося таким чином: 28,3 % — особи молодші 18 років, 55,2 % — особи у віці 18—64 років, 16,5 % — особи у віці 65 років та старші. Медіана віку мешканця становила 35,4 року. На 100 осіб жіночої статі у місті припадало 94,7 чоловіків;  на 100 жінок у віці від 18 років та старших — 93,2 чоловіків також старших 18 років.
Середній дохід на одне домашнє господарство  становив 37 596 доларів США (медіана — 31 238), а середній дохід на одну сім'ю — 43 298 доларів (медіана — 35 559). Медіана доходів становила 31 525 доларів для чоловіків та 26 142 долари для жінок. За межею бідності перебувало 31,2 % осіб, у тому числі 40,3 % дітей у віці до 18 років та 25,3 % осіб у віці 65 років та старших.
Цивільне працевлаштоване населення становило 1367 осіб. Основні галузі зайнятості: виробництво — 26,4 %, освіта, охорона здоров'я та соціальна допомога — 21,4 %, роздрібна торгівля — 11,2 %, мистецтво, розваги та відпочинок — 8,6 %.